# 康淑帝姬
康淑帝姬（1106年—1108年），宋徽宗皇十女。母懿肃贵妃王氏。
宋徽宗崇寧五年（1106年）八月出生，十一月封康庆公主，大觀二年（1108年）二月，改封承福公主。同月早卒夭折，追封商国公主。政和三年（1113年），改公主号为帝姬，国号改为二字美名，政和四年（1114年）十二月，追封康淑帝姬。